# Uroš Seljak
Uroš Seljak [úroš séljak], slovenski kozmolog in fizik, * 13. maj Nova Gorica.
Deluje kot profesor astronomije in fizike na Univerzi Kalifornije v Berkeleyju. Seljak je priznan zaradi svojega raziskovalnega dela na prodročju kozmologije in uporabe Bayesove statistične metode.

## Biografija
Po maturi na Gimnaziji v Novi Gorici je 1989 diplomiral na Fakulteti za naravoslovje in tehnologijo Univerze v Ljubljani in 1991 na isti fakulteti tudi magistriral. Sprejet je bil na Tehnološki inštitut Massachusettsa (MIT), kjer je doktoriral leta 1995. 
Po podoktorskem študiju na Harvardu (Harvard-Smithsonovo središče za astrofiziko), je sprejel profesorsko mesto na Univerzi Princeton, kasneje pa je akademsko pot nadaljeval na Mednarodnem središču za teoretično fiziko Abdus Salam (ICTP) v Trstu in na Univerzi v Zürichu, ter na Univerzi Kalifornije v Berkeleyju. Od leta svoje zaposlitve na Berkeleyju v letu 2008 vzporedno sodeluje tudi z Lawrenceovim nacionalnim laboratorijem v Berkeleyju.

## Delo
Najbolj je znan po znanstvenih raziskavah s področja prasevanja, grozdenja galaksij, šibkega gravitacijskega lečenja in vpenjanja teh opazovanj v širšo zgradbo Vesolja.
Leta 1997 je Seljak predvidel obstoj B-mode in CMB polarizacije, s katero je možno slediti izvornim gravitacijskim valovom inflacijske teorije vesolja. Skupaj z M. Zaldarriago je razvil CMBFAST kodo za CMB Temperaturo, E and B-mode polarizacijo in gravitacijsko lečenje  na CMB. 
Leta 2000 je razvil halo model za temno snov in statistiko grozdenja galaksij.
Njegovo raziskovalno delo se v zadnjem času osredotočan na način ekstrakcije osnovnih značilnosti našega vesolja s pomočjo analitičnih metod in numeričnih simulacij na podlagi kozmološkega opazovanja. Razvil je kozmološko generativni model temne snovi, zvezd in distribucije kozmičnih plinov, vključno z razločevalno FastPM kodo in njenimi razširitvami.
Uroš Seljak aktivno razvija metode Bayesove metodologije za namen napredka na področju kozmologije, astronomije in drugih znanosti. Njegovo raziskovalno delo obsega tudi razvoj metod strojnega učenja z aplikacijami za kozmologijo, astronomijo in druge znanosti.

## Mentorstvo
Doktorski študenti, ki so do sedaj raziskovali pod mentorstvom Uroša Seljaka:
- Matias Zaldarriaga (somentor)
- Jacek Guzik (somentor)
- Chris Hirata
- Kevin Huffenberger
- Rachel Mandelbaum
- Nikhil Padmanabhan
- Alexei Makarov
- Lucas Lombriser
- Nico Hamaus
- Eric Huff (somentor)
- Tobias Baldauf
- Jonathan Blazek
- Matt George (somentor)
- Zvonimir Vlah
- Irshad Mohammed (somentor)
- Nick Hand

## Priznanja
Leta 2021 je prejel prestižno Gruberjevo nagrado za kozmologijo. Z denarnim delom nagrade je financiral sklad, iz katerega Univerza v Ljubljani podeljuje nagrade za najboljše znanstvene članke študentov. Prve nagrade doktorja Uroša Seljaka so podelili leta 2022.
Univerza v Ljubljani mu je leta 2023 podelila naziv častnega doktorja.